# Coleophora salinella
Coleophora salinella é uma espécie de mariposa do gênero Coleophora pertencente à família Coleophoridae.